# Pedro de Cieza de León

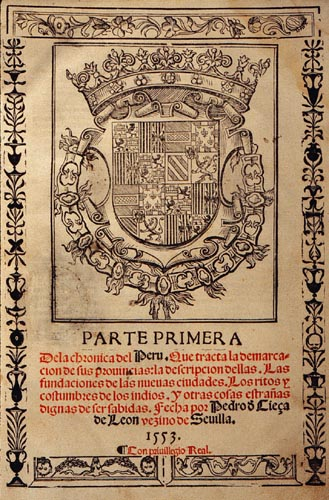
Teil 1 der Cronica del Perú

Pedro de Cieza de León (auch: Pedro de Cieza de León, Peter de Cieza, Pedro de Cieça de León; * ca. 1520 in Llerena, Spanien; † 1554 in Sevilla, Spanien) war ein spanischer Conquistador, Chronist und Historiker Perus. Er schrieb die Crónica del Perú (Chronik von Peru) in drei Teilen, wovon der erste zu seinen Lebzeiten veröffentlicht wurde, die weiteren erst im 19. und 20. Jahrhundert.

## Leben und Werk

### Jugend und Auswanderung nach Amerika
Von Cieza wusste man lange Zeit nur, was er in seinen Schriften selbst preisgab; seit der Auffindung seiner Auswanderungspapiere, seines Testaments und anderer Quellen in den spanischen Archiven finden sich seine Angaben heute im Wesentlichen bestätigt und erweitert. Cieza wurde 1520 in Villa Llerena/Estremadura bei Badajoz geboren. Sein Vater besaß dort einen Laden und kam auf Handelsreisen im Lande herum; die Ciezas galten zudem als „Erasmisten“ oder „Humanisten“, d. h. als moderate Katholiken; dass sie Conversos (bekehrte Juden) gewesen sein sollen, kann ausgeschlossen werden.

### Landsknecht und Chronist
Pedro hatte zwar nicht studiert, kannte aber die antiken Autoren, war ein guter Beobachter und aufmerksamer Beschreiber. Als Kind hatte er die Ankunft des geraubten Schatzes des Inkaherrschers Atahualpa in Sevilla miterlebt und beurkundete dort 1535 vor dem Notar seine Ausreise nach Cartagena/Kolumbien. Von dort zog er als Bursche und Landsknecht 1539 ins Landesinnere, ins Caucatal. Zugleich begann er mit seinen Aufzeichnungen, wobei ihm nach eigener Aussage oft eine Trommel als Schreibtisch und eine Kondorfeder als Kiel diente; offiziell begann er sein Tagebuch 1541 in Cartago, Neugranada. 1546 geriet er in die Kämpfe der Spanier um die Herrschaft über Peru: Er begleitete den Sondergesandten des Königs, den Prälaten Pedro de la Gasca, auf dessen Feldzügen gegen den Konquistador-Usurpator Gonzalo Pizarro. 1548 wurde er seinen Angaben zufolge zum „Cronista de las Indias“ ernannt und zog im Landesinneren, u. a. in Cusco, weitere Erkundigungen bei Augenzeugen und Konquistadoren ein; den Leistungen der Inka ließ er dabei Gerechtigkeit widerfahren: „In vieler Hinsicht waren sie uns Spaniern weit überlegen.“ 1550 beendete er in Lima seine Geschichte der Andenvölker und legte das Manuskript der dortigen Zensurbehörde vor; hier schloss er auch das Verlöbnis mit der in Spanien lebenden Isabel López, die er 1551 nach seiner Rückkehr in Sevilla ehelichte.

### Rückkehr nach Spanien, Drucklegung des ersten Teils der „Crónica del Perú“, Tod
Das Paar wohnte nach seiner Rückkehr in der Calle de las Armas, heute Calle Alfonso XII. Dort bereitete er auch seine Crónica für den Druck vor. 1552 erhielt er das königliche Imprimatur und zugleich einen Lizenzschutz für 15 Jahre. Das Werk erschien 1553 mit Illustrationen im Folioformat in einer Auflage von 1.050 Exemplaren als erstes Verlagswerk in der Presse des Martín de Montesdocas zu Sevilla. Dies blieb die einzige, in Spanien gedruckte Ausgabe bis 1862. Im spanischen Flandern ließ Cieza eine Ausgabe im Taschenformat drucken, wiederum mit (nachgeschnittenen) Illustrationen.
Inzwischen bearbeitete Cieza den zweiten und dritten Band für den Druck; seine Frau starb 1552, er selbst war inzwischen gelähmt und starb noch vor der Fertigstellung im Jahr 1554 in Sevilla.

## Die „Crónica del Perú“

### Inhalt
Cieza beschreibt auf der Grundlage eigener Beobachtungen, aufgrund von Augenzeugenberichten und vertrauenswürdigen Informanten die Geschichte der Andenvölker bis zur Ankunft der Spanier sowie die Eroberung des Inkareichs in den 30er und 40er Jahren des 16. Jhs. In zahlreichen systematischen und chronologischen Kapiteln schildert er das Inkareich, dessen Vorgängerstaaten, die einzelnen Stämme, deren Sitten, Gebräuche, Kleidung, Straßen- und öffentliche Bauten, Städte und Landesprodukte – so erwähnt er als erster das Pflanzengift Curare, die Cocapflanze und die Kartoffel. Seine Chronik und Landesbeschreibung Perus zeichnet sich dabei durch eine knappe, einfache Sprache und Satzbauweise aus, wobei sich der Autor in der Regel sehr zurücknimmt.

### Publikationsgeschichte und Übersetzungen
Wohl wegen seiner Kritik am König und am Indienrat – „viele ungebildete Männer ohne Takt und Ansehen [sind] von seiner Majestät und dem hohen Westindien-Rat in die Regierung berufen worden“ –, seiner Parteinahme für den Bischof von Chiapas, Bartolomé de las Casas, den er in seinem letzten Willen zum Testamentvollstrecker einsetzte, und seiner offenen Darstellung der Gräuel bei der Eroberung und Verwaltung des Landes blieb sein Werk jedoch drei Jahrhunderte lang von weiterer Veröffentlichung ausgeschlossen.
Übersetzungen des ersten Bandes erschienen 1554 in Antwerpen, seit 1555 in Italien (sieben Auflagen in zwanzig Jahren). Deutsche, französische Übersetzungen fehlen, eine (mangelhafte) englische Ausgabe erschien erst um 1700.

### Werdegang der unveröffentlichten Manuskripte
Seit der Drucklegung des ersten Bandes hatten sich die internationalen Beziehungen verschlechtert: Die Ehe des spanischen Königs Philipp II. mit Maria Tudor von England im Jahr 1554 hatte nicht den ersehnten spanisch-englischen Frieden herbeigeführt, im Gegenteil; nach Kaiser Karls V. Abdankung (1555), der Thronbesteigung seines Bruders Ferdinand als deutscher Kaiser (1556) sowie Marias kinderlosem Tod (1558) verschlechterten sich die Beziehungen weiter, sie scheiterten endgültig mit der Entsendung der Armada zur Eroberung Englands im Jahr 1588.
Ciezas Manuskripte, die er dem Dominikaner und Kritiker der spanischen Eroberung Amerikas Bartolomé de las Casas zugesandt hatte, blieben nun unveröffentlicht, da man Nachteiliges für den spanischen Namen befürchtete und dem politischen Gegner keine weitere propagandistische Munition mehr liefern wollte („Leyenda Negra“); die bereits eingereichten Manuskripte wurden weder der Zensur vorgelegt noch an die Verwandten zurückgegeben – der Westindienrat behielt sie ein.
Erst der Amerikaner William H. Prescott (1796–1859) regte mit seiner History of the Conquest of Peru (1847) die Beschäftigung mit Cieza wieder an, so dass bald der zweite Teil des Werkes, der lange als verschollen galt, 1880 im Escorial wiederentdeckt wurde. Der Rest seiner Manuskripte schlummert jedoch wohl auch nach 350 Jahren noch weiterhin unerkannt im „Morast der spanischen Archive“ (von Hagen).

### Bewertung
Ciezas umfassende Darstellung ist in ihrer Vollständigkeit und Qualität nur mit dem Werk des Bernal Diaz del Castillo über die Azteken Mexikos zu vergleichen und besitzt „die größte Objektivität aller Geschichtswerke, die je über die Inkas geschrieben worden sind. […] Er war für die Neue Welt, was Herodot für die unsere war.“ (von Hagen, Vorrede). Für die Kenntnis des vorspanischen Südamerikas kommt er an Wichtigkeit den Berichten des Halb-Inkas Garcilaso de la Vega und des ebenfalls auf Inkavorfahren sich berufenden Waman Puma de Ayalas gleich.
Alfons Stübel und Max Uhle beschreiben Cieza als „eifrigen und fähigen Beobachter“ und als „Herodot“ des neuen Kontinents.

### Ausgaben
Spanisch:
- La Crónica del Perú. Buenos Aires 1945.
- Obras completas. Edición crítica. Notas, comentarios e índices. Estudios y documentos adicionales por Carmelo Saenz de Santa Maria. (in der Reihe Monumenta Hispano-Indiana. V centenario del descubrimiento de América), ISBN 84-00-05744-9. – Eine kritische, mit Anmerkungen, Kommentaren und Indices versehene Ausgabe seiner sämtlichen Werke, mit einer bio-bibliographischen Studie über Person und Werk.
  - Band 1: La crónica del Perú. Las guerras civiles peruanas. 1984.
  - Band 2: Las guerras civiles peruanas. 1985.
  - Band 3: Estudio bio-bibliográfico Cieza de León: Su persona y su obra. 1985.

Deutsche Übersetzungen:
- Pedro de Cieza de León: Auf den Königsstraßen der Inkas. Herausgegeben von Victor Wolfgang von Hagen. Steingrüben, Stuttgart 1971. – Die Ausgabe ist eine Übersetzung der amerikanischen Ausgabe The Incas, die von Hagen nach den Originalausgaben der Bände 1 und 2 der Crónicas del Perú 1959 in der University of Oklahoma Press herausgab; es fehlen in beiden Ausgaben die Kap. I-XXXV (das heutige Kolumbien). Enthält auf Deutsch das Testament Ciezas, das von Miguel de Maticorena Estrada im Anuario de Estudios Hispano-americanos XII (1955), S. 614–674 auf Spanisch veröffentlicht worden war (Cieza de León en Sevilla y su muerte en 1554. Documentos). Bei von Hagen S. 541 auch die Signatur des Cieza, besser lesbar als bei Wagner op.cit.

Englische Übersetzungen:
- The Incas. Übersetzt von Harriet de Onis. Herausgegeben von Victor Wolfgang von Hagen (= The Civilization of the American Indian Series, Bd. 53). University of Oklahoma Press, Norman 1959

Um die Erschließung für den englischen Leser machte sich Clements Markham verdient, dessen Ausgaben bei der Hakluyt Society erschienen:
- Civil Wars of Peru (Hakluyt Society, London).
  - The war of Las Salinas. 1923
  - The War of Chupas. 1918
  - Guerra de Quito. 1909
  - The second part of the chronicle of Peru. 1883
  - The travels of Pedro de Cieza de Leon, A.D. 1532-50. 1864